# Mister Cinderella
Mister Cinderella è un film del 1936 diretto da Edward Sedgwick.

## Trama
Peter Randolph è un magnate automobilistico e sta sviluppando un nuovo motore diesel ma per fare questo ha bisogno di soldi e così invita a cena l'eccentrico milionario Aloysius P. Merriweather ma lui al suo posto manda per divertirsi il suo barbiere Joe Jenkins.